# Сарны
Са́рны (укр. Са́рни) — город в Ровненской области Украины. Административный центр Сарненского района. Расположен на реке Случь (притока Горыни).
Известен с 1648 года, статус города получен в 1939 году. Основан 14 октября 1885 года.

## Население
|  |

На 1 января 2024 года население города составляло 30 000 человек.
По данным переписи 2001 года украинцы составляли 94,67 % населения города, русские — 3,54 %, белорусы — 1,05 %.

### Языковой состав
Родной язык населения по данным переписи 2001 года:
| Язык       | Численность, чел. | Доля     |
| ---------- | ----------------- | -------- |
| Украинский | 26 906            | 95,22 %  |
| Русский    | 1 182             | 4,18 %   |
| Другое     | 169               | 0,60 %   |
| Итого      | 28 257            | 100,00 % |

Украинский язык является основным и единственным официальным языком города.
По данным Государственной службы статистики Украины в 2023/24 учебном году все 164 344 учащихся в учреждениях общего среднего образования в Ровненской области обучались в украиноязычных классах.

## История
В 1885 году на пересечении железных дорог Ровно — Лунинец и Ковель — Коростень (Ковельская железная дорога) был заложен полустанок, небольшое деревянное помещение. Так появилась на карте полесской железной дороги маленькая станция Сарны. Для работников станции начали строить жильё, заметно стала расти и численность населения. Дальнейшее развитие тесно связано с железной дорогой. До 1920 года Сарны — поселок Ровенского уезда Волынской губернии.
Во время Первой мировой войны Сарны были важным стратегическим пунктом, где размещались военные части, госпитали, склады с амуницией.
В межвоенный период Сарны были под контролем Польши и стали центром Сарненского повята в Полесском воеводстве, а с 16 декабря 1930 года — в Волынском воеводстве.
В сентябре 1939 года Сарны были оккупированы Красной Армией после пакта Молотова-Риббентропа и советского вторжения в Польшу. 300 польских полицейских были расстреляны советскими солдатами после взятия города.
8 июля 1941 года советские войска оставили город, оккупирован гитлеровскими германскими войсками. Перед отступлением, сотрудники НКВД убили от 70 до 100 заключённых в местной тюрьме.
2 апреля 1942 года немцы создали в Сарнах гетто для местных евреев и евреев, перемещенных из близлежащих городов, что увеличило число евреев в городе до 13 000 человек. 27-28 августа 1942 года СД при участии немецких жандармов, украинской полиции и вермахта расстреливал евреев в пригородных лесах. По некоторым данным, 3000 людям удалось спастись перед казнью.
Во время Волынской резни в 1943 году Сарны были городом, куда стекались польские беженцы из деревень, уничтоженных УПА. В мае 1943 года немцы создали в Сарнах полицейское подразделение из поляков, которое защищало город и уничтожало украинские деревни в отместку за действия УПА. Немцы последовательно депортировали польских беженцев в Генерал-губернаторство и на принудительные работы в Третьем рейхе.
11 января 1944 года освобождены от гитлеровских германских войск советскими войсками 1-го Украинского фронта в ходе Житомирско-Бердичевской операции:
- 13-й армии в составе: 77-го ск (генерал-майор Иванов, Николай Иванович) в составе: 143-й сд (полковник Заикин, Митрофан Моисеевич), части войск 397-й сд (полковник Андоньев, Николай Фёдорович).

Войскам, участвовавшим в боях за освобождение города Сарны, приказом Верховного Главнокомандующего И. В. Сталина от 12 января 1944 года объявлена благодарность и в Москве дан салют 12-ю артиллерийскими залпами из 124 орудий.
Приказом Верховного Главнокомандующего от 14.01.1944 года № 06 в ознаменование одержанной победы соединения и части, отличившиеся в боях за освобождение города Сарны, получили наименование «Сарненских»:
- 397-я стрелковая дивизия (полковник Андоньев, Николай Фёдорович)
- 1643-й армейский истребительный противотанковый артиллерийский полк (майор Хальзов, Александр Иванович)
- 323-й гвардейский миномётный полк (майор Холкин, Борис Павлович)
- 477-й армейский миномётный полк (подполковник Балашов, Николай Гордеевич)
- 33-й отдельный штурмовой инженерно-сапёрный батальон (капитан Филиппов, Григорий Иванович).

Сарны начали интенсивно развиваться после Великой Отечественной войны, постепенно набирал промышленный характер. В 2010 году[прояснить] в Сарнах работали 17 промышленных предприятий, на которых трудились почти 3 000 человек, 12 строительных, 5 транспортных организаций.
Выгодное географическое расположение, благоприятные условия для развития промышленного производства, природные богатства (лес, торф, гранит, известняк и др.), наличие железнодорожной станции, автомагистралей областного и республиканского значения выдвинули город в число привлекательных деловых партнеров на Украине и за рубежом.
В городе 6 больниц, 7 детских садов, 4 дома культуры, 88 магазинов, 42 предприятия общественного питания, 15 бытовых предприятий, 2 рынка. Действует 9 районных организаций, политических партий, 13 религиозных общин.
3 апреля 1999 года Сарны стали центром Сарненской и Полесской епархии УПЦ.
Военная база Сарны стала широко известна в связи с ликвидацией ракет средней дальности согласно договору между бывшим СССР и США. В Сарнах была уничтожена последняя пусковая установка упомянутого класса ракет.
Вечером 16 марта 2022 года во время вторжения России в Украину по городу впервые был нанесён ракетный удар  ВС РФ. По словам главы Ровенской облгосадминистрации В. С. Коваля, удар был нанесён по одному из объектов военной инфраструктуры в Сарнах. Он также сообщил, что пострадавших нет.
Вечером 25 июня 2022 года ВС РФ нанесли новый ракетный удар по городу. По словам главы Ровенской ОГА В. С. Коваля, 3 человека погибли, 4 ранены, несколько находились под завалами. Разрушены СТО, автомойка, и дорога, ведущая в Белоруссию.
Вечером 28 августа 2022 года город в третий раз подвергся ракетному удару со стороны ВС РФ. По словам председателя Ровенской ОГА В. С. Коваля, в целом было зафиксировано четыре ракетных удара по объекту военной инфраструктуры, жертв не было. Ударной волной повреждено около 30 жилых домов и помещения центральной районной больницы.

## Международные отношения

### Города-побратимы
Сарны имеет следующие города-побратимы:
- Новы-Двур-Гданьский (пол. Nowy Dwór Gdański), Польша
- Длуголенка (пол. Długołęka (województwo dolnośląskie)), Нижнесилезское воеводство, Польша